# Abanoëti
Abanoëti (Georgisch: აბანოეთი) is een dorp in het noorden van Georgië in de regio Ratsja-Letsjchoemi en Kvemo Svaneti met 102 inwoners (2014). Het dorp ligt elf kilometer ten westen van het gemeentelijk centrum Ambrolaoeri op een heuvel langs de linkeroever van de Rioni op ongeveer 700 meter boven zeeniveau.

## Achtergrond
Bestuurlijk ligt Abanoëti in de gemeente Ambrolaoeri, waarbinnen het onderdeel is van de dorpsgemeenschap (თემი, temi) Boegeoeli dat nog vijf nabijgelegen dorpen omvat.
De riviervallei van de Rioni in de gemeente Ambrolaoeri is het centrum van de regionale wijnproductie. Eén van de bekendste en exclusieve Georgische wijnappelaties komt uit het gebied en is naar het nabijgelegen dorp Chvantsjkara vernoemd. In Abanoëti is een organische wijnmakerij gevestigd.

## Demografie
Volgens de volkstelling van 2014 had Abanoëti op dat moment 102 inwoners. De bevolking was geheel Georgisch.
| Aantal              | 580 | - | 128 | 102 |
| Verantwoording data |     |   |     |     |

## Mikartsminda-klooster
De oude naam van Abanoëti is Mikartsminda (Georgisch: მიქარწმინდა), naar de naam van een klooster uit de 10e eeuw dat hier stond. Het klooster werd vernoemd naar aartsengel Michaël en is een monument van Georgische architectuur. Van het klooster zelf is echter alleen de fundering nog over. Op het ooit ommuurde terrein staat de St. Michaël Aartsengelkerk die ook oorspronkelijk uit de 10e eeuw stamt. Deze is in de 18e eeuw herbouwd, en was een van de grootste hallenkerken in Ratsja. De oude kerk onderscheidde zich volgens de geschiedschrijving door zijn unieke fresco's en heiligdommen. Het hedendaagse kerkje is in 2012 voor het laatst gerestaureerd.

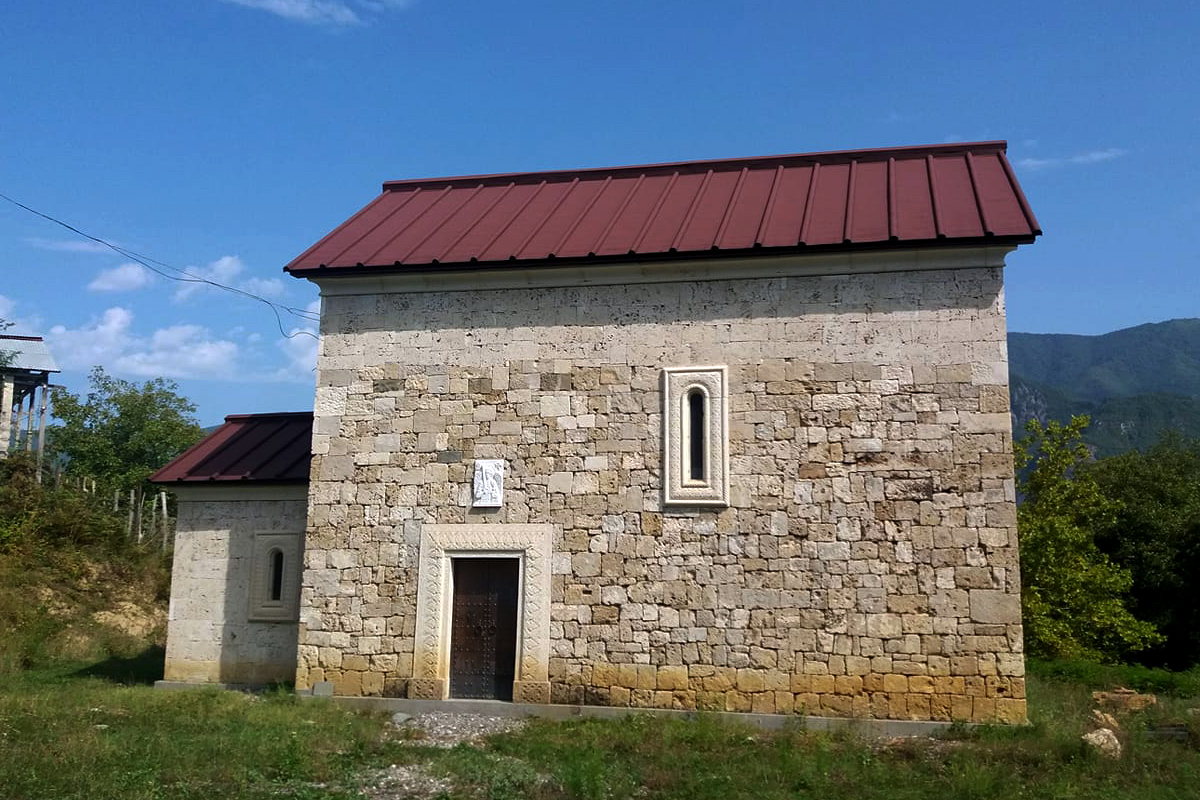
St. Michaël Aartsengelkerk